# 薛锦波
薛錦波（1969年4月7日—2011年12月11日），廣東陸豐烏坎村民選村代表、臨時理事會副會長，參加2011年陸豐烏坎維權運動中，被秘密抓捕後兩天突然死亡。當地政府所给出的死亡原因是「心源性猝死」。
薛錦波在烏坎村內開設餐廳，已婚，有兩女一子，長女薛健婉1991年出生，現為陸豐市金廂鎮中心小學教師，次女薛健演，幼子薛健堤1992年出生，次女與幼子現皆為學生。

## 死亡經過
在2011年9月12日，烏坎爆發大規模群眾事件，村代表薛錦波為主要組織者之一。根據長女薛健婉憶述，政府说要逮捕村代表，并称他們理事會是非法組織，后来经过官方调解事件渐渐平息，但是十一月份时候重新爆发了集会事件，这也是后来导致薛被捕的原因。

### 亲属及外媒观点
薛錦波的長女薛健婉於2011年12月13日曾经在家中接受外媒記者採訪，談及其父親從被捕到死亡的经历。她堅稱父親絕無心臟病史，而且發現父親屍體傷痕累累。薛健婉为陸豐市金廂鎮中心小學教師，是薛家長女，薛錦波還有當時在念書的一個兒子和一個女兒。
薛健婉称政府在12月9日中午，薛錦波與兩個朋友張建成和洪銳潮，到村內人民餐館用餐时将其父亲逮捕。据称薛錦波刚刚到时，现场已經有五輛車，大概五、六十人到來抓薛錦波。薛健婉称那些人沒有證件、沒有制服、沒有任何逮捕令，連手銬都沒有，都是用膠帶把手捆起來。他們也沒有通知家屬，加上當時薛健婉并未在场，所以家人都不知道薛锦波被他人抓走。
随后薛錦波妻子打電話給陸豐市常務副市長邱晉雄求助。据称邱晉雄曾打電話給薛錦波，讓他勸村民不要再鬧事，不要有過激行為。選出村代表的原因就是方便政府商談事情，政府還給村代表發工資，每個月一千元，現在又說是非法組織，要抓人。由于当时已经有外国媒体介入，中共官方可能是依据某些国家安全条例拒絕讓薛錦波家人與薛錦波會面，也拒絕透露他的關押地方。
12月11號星期日，薛健婉學校的吳校長打電話給薛健婉，說金廂鎮黃書記要求薛錦波的病歷，送給公安局，並透露薛錦波在醫院。下午三點多，他們再打電話給薛家，說薛錦波在汕尾的醫院急救，可以探病。他們派車來接薛健婉和薛錦波妻子，車沒有去醫院，而是去了汕尾美麗華大酒店。
薛健婉和薛錦波妻子被帶到酒店的雅閣餐廳228號房。室内都是陸豐市、汕尾市的高級官員，市長、書記、公安局局長。他們拿出一份報告，說薛錦波12月10日晚上7點16分，送到汕尾看守所，幾點幾點喝了水吃了東西，幾點幾點不舒服，送到醫院急救。11日中午10點到11點不治。
根據薛健婉所稱，薛錦波胸部破損，到處都是淤青，手都腫了，手腕淤青，有傷，大拇指明顯倒過來變形了，斷了的樣子，額頭、下巴都破皮出血，鼻孔裏也有血，都乾了，脖子整一圈都是黑色的。臉和身上其他地方顏色都不一樣，發青發紫，都是黑的，頭上腫了一個大包。背部有很多被腳踢過、踩過的傷痕，靠近肺的地方，腫了一個大包。膝蓋一直到腳腕，都是淤青、破皮、浮腫的。薛健婉懷疑薛錦波12月9日當天就被打死了，因為她看到薛錦波遺體的時候，他身上已經有味道了。

### 官方死因报告
广东省汕尾市公安局副局长曾经说明了死者从被捕到死亡的情况，薛錦波作为该事件的主要组织者，薛锦波涉嫌故意毁坏财物罪和妨害公务罪，于12月9日被公安机关刑事拘留，关押于汕尾市看守所。并且在当日，薛锦波家属已经给薛锦波送去治疗心脏病、哮喘等疾病的药物。
12月11日上午10时51分，薛锦波突感身体不适，公安干警接报后第一时间将其送往附近的汕尾市逸挥基金医院（汕尾市第二人民医院）抢救。经持续抢治无效于12月11日上午11时40分死亡，医院诊断死因系心源性猝死。11日下午，省、市检察机关和中山大学派出的专家组已对薛锦波做了尸表检验。
汕尾市代市长吴紫骊指出，公安机关依法办案，在整个审讯、羁押过程都有全程录音录像，已公布了相关视频资料。
汕尾市政府周三對媒體通報犯薛錦波死亡原因調查的初步鑒定結果，據中山大學法醫鑒定中心作出的屍表檢查稱，薛錦波之死可以排除經由外力導致的死亡。

### 死因争议
廣東媒体的新聞报道称薛錦波身上的傷痕是心肌梗塞自己撞出來的，但據薛健婉所稱，薛錦波完全沒有心臟病史。汕尾市電視台新聞播出對據稱是薛錦波被急救的醫院汕尾逸輝基金醫院急診科主任王道良的採訪，王道良說：“病人胸部、腹部、頭部沒有外傷痕跡，沒有血跡、淤痕。”查看過薛錦波屍體的五、六名家人均稱此為謊言，對此表示強烈反對。
由于并没有照片留下，真实情况无人得知，从医学角度观察，脸色淤青可能是缺氧造成，这种现象也是心脏疾病病症之一，背上的淤青可能是尸斑，头皮下巴部位官方解释是由于心脏疼痛病人用这种方式止痛，但是，对于额头出血和鼻孔出血并不能合理解释，由此留下争议。